# Richard Sibbes
Richard Sibbes (ou Sibbs, 1577-1635) est un théologien anglais. Il est réputé comme exégète biblique, et est représentatif avec William Perkins et John Preston, de ce qu'on a appelé le puritanisme « grande ligne ».

## Biographie
Il est né à Tostock,dans le Suffolk, où son père est un réparateur de charron ; d'autres sources déclarent que Richard Sibbes est né à Sudbury dans le Suffolk. Il étudie au St Johns' College à Cambridge à partir de 1595. Il obtient de nombreuses postes académiques, desquels il est déchu par la Cour de la grande commission pour accusation de puritanisme. Il devient conférencier à Holy Trinity Church, Cambridge, de 1610 à 1611 jusqu'en 1615 ou 1616.
Il devient prêcheur à Gray's Inn à Londres en 1617; il retourne à Cambridge pour obtenir son diplôme à Catherine Hall en 1626, sans abandonner son poste à Londres.
Aussi en 1626, le groupe d'aide connu comme étant les Feoffees for Impropriations est établi, et Sibbes en est un des fondateurs (il avait créé un groupe informel déjà depuis 1613). Il est lié à l'église de St Antholin, Budge Row pendant sept années de son existence : il se retire en 1633. Avec d'autres,, il travaille pour financer et subvenir aux besoins des prédicateurs. Il est un des quatre ministre du culte des feoffees originaux, les autres membres ayant été quatre juristes et quatre laïcs.

## Œuvres
Il est l'auteur de nombres travaux de dévotions exprimant un sentiment religieux intense ; The Saint's Cordial (1629), The Bruised Reed and Smoking Flax (1631, exégèse sur Esaïe 42:3), The Soules Conflict (1635), etc.
Un volume de sermons est publié en 1630, dédicacé à Horace Vere premier baron Vere de Tilbury et sa femme Lady Mare. La plupart de ses autres ouvrages sont publiés d'abord par Thomas Goodwin et Philip Nye, après la mort de Sibbes. La teneur contredit l'opinion dominante pour laquelle Sibbes fut connu durant sa vie. Beames of Divine Light, A Description of Christ in Three Sermons et Bowels Opened sont parus en 1639, comme  The Returning Backslider, sermons sur le livre d'Osée.
Une édition complète est établie dans les années 1862-4 à Edinbourgh, en sept volumes, par James Nichol avec une biographie de Alexander Grosart.
Réimpression
- Expositions of St. Paul (1977)
- Glorious Freedom: The Excellency of the Gospel Above the Law (2000)

## Influences
Son œuvre a beaucoup été lue en Nouvelle-Angleterre. Thomas Hooker, très en vue à partir de 1633, a été directement influencé par Sibbes, et sa "théologie des épousailles", utilisant le mariage comme une métaphore religieuse est tirée de The Bruised Reed et Bowels Opened.
Le poète George Herbert est un contemporain et il y a des suggestions en parallèle. Quand Herbert écrit dans The Church Militant à propos du mouvement vers l'ouest de la propagation de l'Évangile, Christopher Hill commenta que ceci venait de The Bruised Reed. D'autres exemples sont proposés par Doerksen.
Sibbes est cité par le méthodiste John Wesley. Le prédicateur baptiste Charles Spurgeon  se forma avec Sibbes, Perkins et Thomas Manton. L'évangélique Martyn Lloyd-Jones évoque avec estime sa rencontre avec l'œuvre de Sibbes.